# Dầu giun
Dầu giun hay Rau muối dại, Kinh giới đất (Dysphania ambrosioides, tên cũ Chenopodium ambrosioides) là loài bản địa của Trung Mỹ, Nam Mỹ và nam México.
Hiện nay loài này đã trở thành phổ biến trong tất cả các vùng nóng của thế giới. Ở Việt Nam, cây gặp thông thường ở vùng Hà Nội và Đà Lạt, còn gặp ở vùng đồng bằng, trung du và vùng núi thấp.
Tinh dầu của cây dầu giun chứa ascaridol (có thể tới 70%), limonen, p-cymen và một lượng nhỏ các monoterpen khác cũng như dẫn xuất monoterpen (α-pinen, myrcen, terpinen, thymol, camphor và trans-isocarveol). Ascaridol (1,4-peroxido-p-menth-2-en) có thể gây độc. Hàm lượng ascaridole trong cây dầu giun trồng ở Mexico thấp hơn ở châu Âu và châu Á.

## Hình ảnh

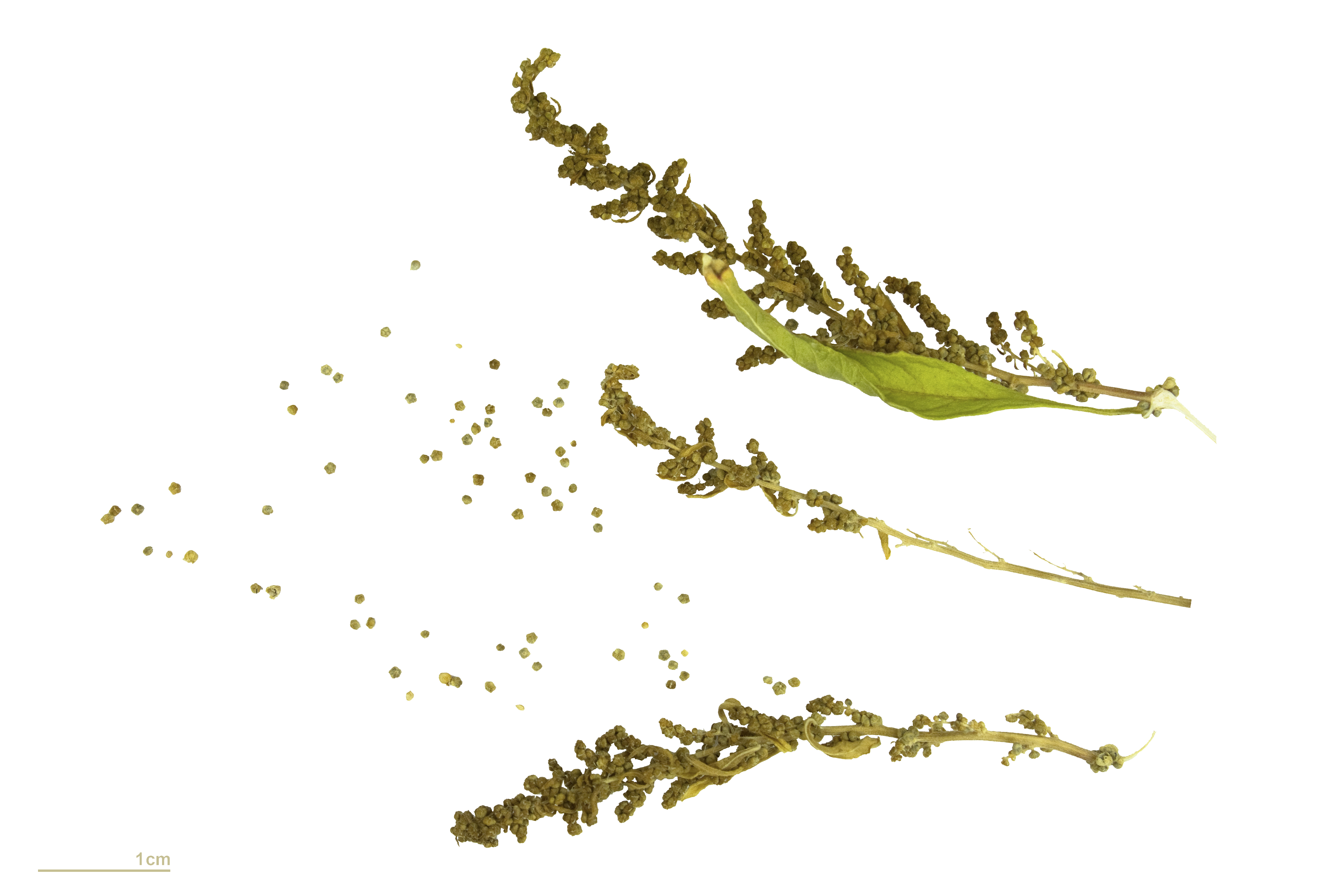
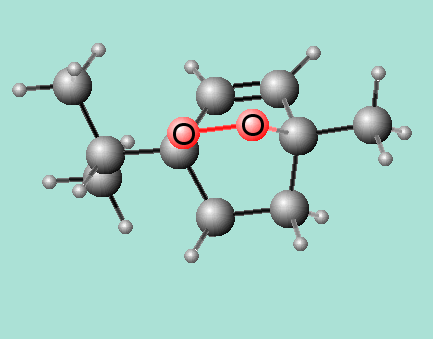
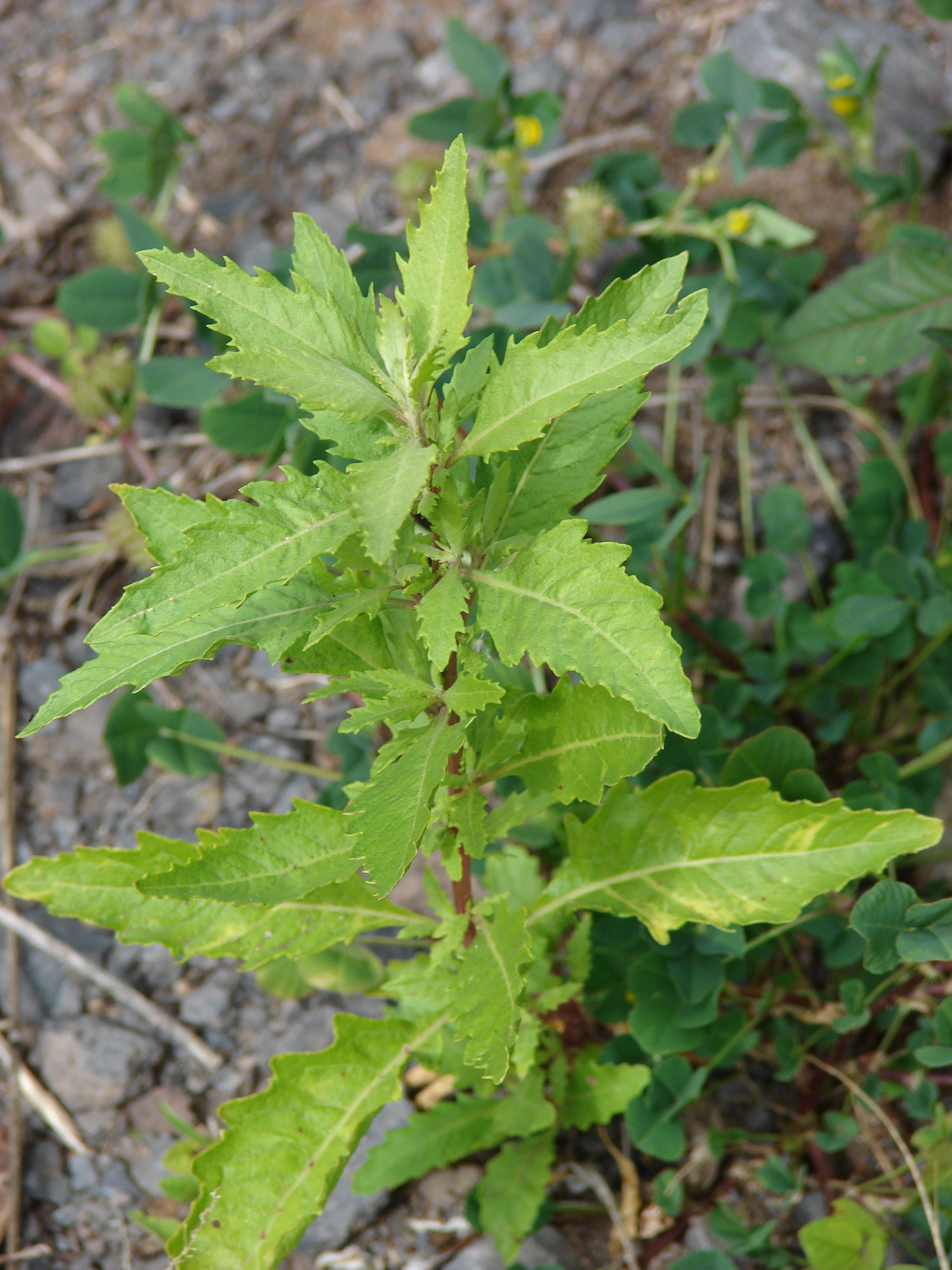

## Tham khảo

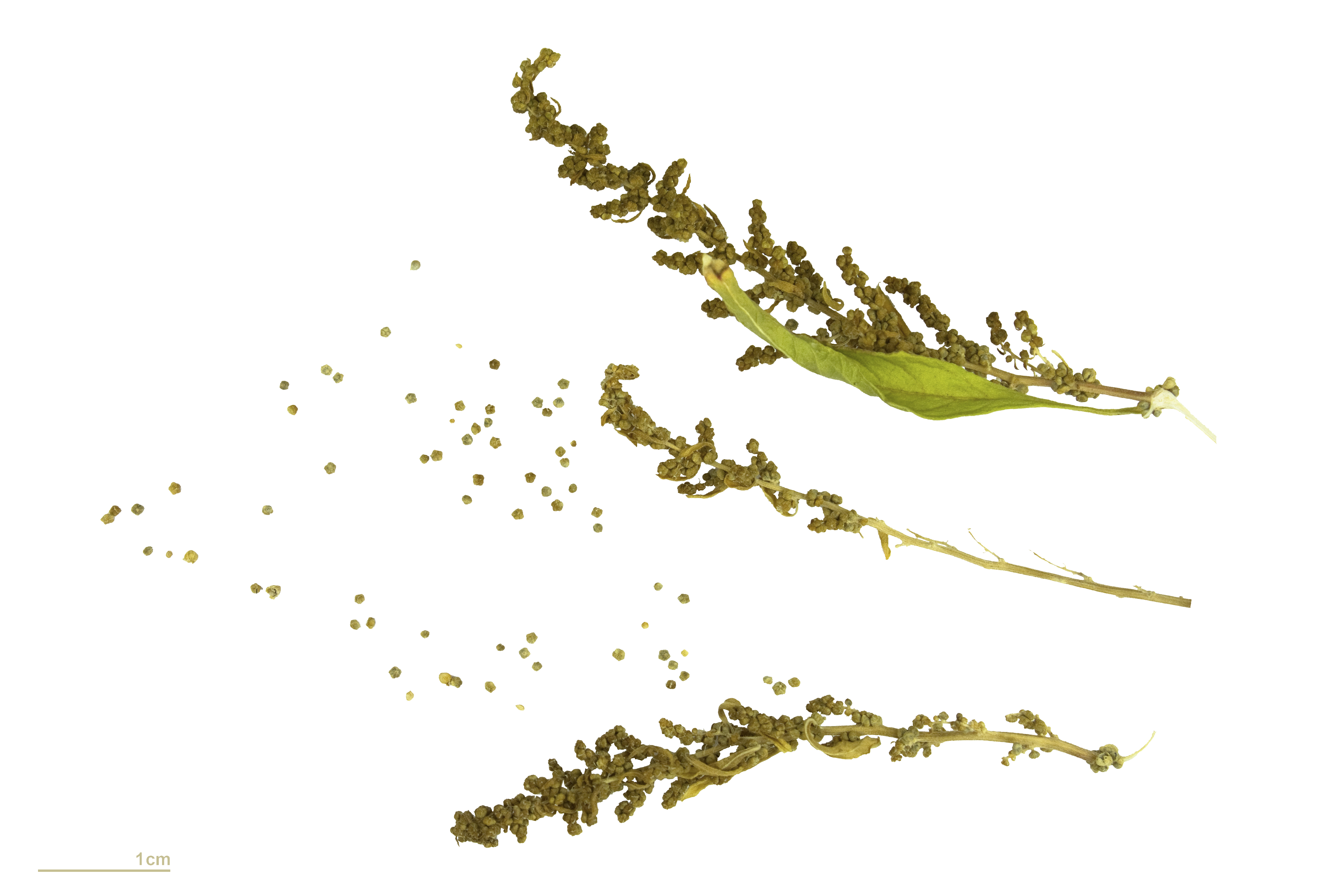
Dysphania ambrosioides